# Paul Vidal de La Blache
Pour les articles homonymes, voir Vidal et Blache.
Paul Marie Joseph Vidal de La Blache ou Vidal-Lablache, né le 22 janvier 1845 à Pézenas (Hérault) et mort le 5 avril 1918 à La Seyne-sur-Mer (Var), est un géographe, cartographe et professeur de géographie français.
Géographe émérite français, il atteint une visibilité nationale en 1903 grâce à ses travaux sur les découpages régionaux dans le Tableau de la géographie de la France, ouvrage fondateur de la géographie moderne, qui est le premier volume de la grande Histoire de France d’Ernest Lavisse.
Il s'oppose farouchement à l’école allemande de géographie politique et s’oppose au déterminisme géographique (ou déterminisme naturel), qu’il considère comme insuffisant. Son œuvre vise donc à compléter cette théorie, jusqu’à poser les bases du possibilisme géographique, une notion complètement inverse, développée entre autres dans les travaux d'Élisée Reclus.
Dans la seconde moitié du XXe, l’école de la géographie française est très influencée par la géographie dite vidalienne ; les vidaliens accordent une importance à définir la « région », son découpage sur la base d’éléments naturels mais qui doivent correspondre à des réalités humaines, historiques et sociales.
Ses cartes notamment de la France seront utilisées dans les écoles et l’enseignement.
Il est un des fondateurs de la revue Annales de géographie, socle du renouvellement de la géographie française à la fin du XIXe siècle.

## Biographie

### Famille
La famille de Paul Vidal de La Blache est originaire du hameau de La Blache, au sud du territoire de la commune de Malrevers, dans le Velay. À l'origine, elle se nomme uniquement Vidal, et prend le nom de son hameau, sans particule.
Son père, Antoine, né le 4 mai 1810, étudie au collège de Narbonne jusqu'à ses 17 ans, lorsqu'il est envoyé par son père en pensionnat à Paris. Il obtient en juin 1830 un baccalauréat ès Lettres. Il devient enseignant de philosophie et rhétorique, à Millau en 1831, Perpignan l'année suivante, Bédarieux en 1833 — année où il obtient une licence —, puis à Toulouse. Le 30 septembre 1840, Antoine Vidal-Lablache est muté au collège de Pézenas. Le 29 juin 1844, le conseil municipal demande la nomination de Vidal-Lablache au poste de principal, pour remplacer M. Lombard, muté à Narbonne. Le 7 septembre 1844, après plusieurs rapports à charge de Lombard contre le professeur de rhétorique, une pétition des notables de la commune, une lettre du maire Félix de Juvénel au ministre, Vidal-Lablache est évincé au profit de M. Baget. Grâce à son frère Frédéric, curé à Bram, il rencontre Irma Bar, fille d'un notable du village, où ils se marient le 13 septembre 1843,.

### Jeunesse et études
Le 22 janvier 1845, à minuit, Paul Vidal de la Blache naît à Pézenas ; il est baptisé le 4 février à l'église Saint-Jean. La famille déménage à Auch le 3 octobre 1845, où Antoine à obtenu un poste au lycée, puis à Avignon le 30 septembre 1847. Irma accouche de François le 19 juillet 1848. En 1854, lors de sa onzième tentative, Antoine obtient in extremis l'agrégation, et devient professeur de logique au lycée de Rodez le 30 septembre 1856, puis de Carcassonne le 3 octobre 1857 et enfin de Montpellier le 24 septembre 1861. Le 20 octobre 1864, la famille emménage à Nice, où Antoine est nommé inspecteur.
Paul suit son père dans toutes les villes où il est muté. Ainsi, il étudie Avignon, Rodez et Carcassonne. Il obtient d'excellents résultats et son père l'envoie étudier à Paris, en 1858, au lycée Charlemagne. Il y étudie en classe de seconde, de rhétorique, logique puis préparation à l'école normale supérieure jusqu'en 1863. Il y rencontre le futur historien Ernest Lavisse, de trois ans son aîné mais avec seulement un an d'avance sur lui. À l'époque, la géographie est nommée « servante de l'histoire », et la géographie physique n'existe pas. Il excelle en lettres et en humanités, et ses notes en sciences sont plutôt basses. Entre 1859 et 1862, il obtient plusieurs prix de Versailles et Paris en latin, français et histoire géographie. Il obtient son baccalauréat ès lettres en 1861, puis entre en classe préparatoire.
On lui refuse l'entrée à l'école normale supérieure en 1862 à cause de son jeune âge. Le 20 janvier 1863, son père écrit à Jean-Baptiste Philibert Vaillant, ministre de l'instruction publique : « Comment lui faire employer son temps avec utilité ? Je n'aurai d'autre alternative que de l'exposer à l'oisiveté de la province ou que de l'engager à suivre à Paris un cours de droit qui l'éloignerait de ses goûts et du but de ses travaux ». Finalement, Désiré Nisard, directeur de l'école normale supérieure, permet que Paul soit admis au concours qui se déroule du 1er au 8 juillet, alors qu'il n'atteint toujours pas la limite d'âge. Il est reçu deuxième des 16 candidats admis sur 74. Rue d'Ulm, il rencontre Alfred Nicolas Rambaud, Gabriel Monod, Paul Gaffarel et Albert Duruy.
C'est là que se développe sa passion pour l'histoire : une note interne du 19 septembre 1865 dit « après de nombreux
et assez brillants succès dans nos épreuves littéraires, s'est tourné vers
l'étude de l'histoire, attiré de ce côté par une vocation un peu tardive mais sincère ». En 1866, plus jeune candidat à l'agrégation, il obtient le premier rang en histoire-géographie.

### À l'École française d'Athènes
Dès son agrégation, il demande à être affecté à l'École française d'Athènes. En attendant le départ prévu en début d'année, il est nommé professeur d'histoire au lycée de Carcassonne le 10 septembre 1866. Depuis Bram, où il est en vacances, il écrit au directeur de l'instruction publique : « il est inutile que je me rende au poste qu'un récent arrêté m'a assigné à Carcassonne. Il ne serait, ce me semble, avantageux ni pour la classe ni pour moi-même d'entreprendre des fonctions destinées à expirer dans une courte échéance ». Néanmoins, à cause du manque de professeurs d'histoire, il enseigne à Carcassonne jusqu'au 31 décembre.
Le 16 janvier, Victor Duruy le nomme à Athènes. On lui acquitte 800 francs pour le voyage qu'il effectue en février. Il visite l'Italie de février à avril, et arrive à Athènes en mai. Il visite pendant l'été les îles Égéennes, la mer de Marmara et la mer Noire, et, pendant l'automne, le Péloponnèse. À l'été 1868, il rentre en France et loge chez son père, devenu inspecteur Toulouse. Pendant cet été, il se fiance avec Laure Mondot, fille de Casimir Mondot, collègue et ami de son père. Sur le retour vers Athènes, il passe par Milan le 1er septembre et séjourne à Venise du 13 septembre au 10 octobre, pour arriver le 27 octobre. Il entretient dès lors une relation épistolaire avec sa fiancée et sa belle famille. En 1869, il embarque sur le Forbin pour effectuer un voyage dans le nord de la mer Égée, et admire les minarets de Salonique le 23 mars 1869 et s'émerveille de Smyrne. En juin, il monte sur un bâtiment de la marine qui vogue vers la Syrie. Il visite Beyrouth, Damas, les ruines de Baalbek et Jaffa. Dans une lettre à sa fiancée datée du 11 septembre, il se dit « pèlerin de la Terre Sainte ».
Il effectue en 1869 ses premières publications, dans le bulletin de l'École française d'Athènes : « tablette judiciaire du tribunal des Héliastes », « monnaie byzantine inédite » et « catalogue des monnaies antiques des Iles Ioniennes », et dans la revue archéologique : « statuette cypriote du musée d'Athènes » et « inscriptions de Théra (Santorin) ». Il rédige un mémoire de deuxième année sur Hérode Atticus, rhéteur grec né en 101 et mort en 177, éducateur de Marc Aurèle et important mécène. Émile-Louis Burnouf, directeur de l'école, transmet le texte à l'académie des inscriptions et des Belles-Lettres, qui est salué par Félix Désiré Dehèque.
En octobre 1869, il visite l'Égypte : Le Caire, Memphis, Alexandrie et Port-Saïd, où il assiste à l'inauguration du canal de Suez. Il rentre à Athènes le 1er décembre, pour en repartir définitivement avec 1 600 francs en poche pour rentrer en France. Il séjourne à la villa Médicis à Rome à partir du 13 décembre. Il y rencontre le sculpteur Louis-Ernest Barrias, l'architecte Gustave Adolphe Gerhardt et le peintre Henri Regnault, et repart le 20 janvier 1870 pour Marseille.

### Carrière
Après d'âpres négociations entre son père et le ministère pour qu'il n'enseigne pas dans un lycée de province, il obtient un congé de 6 mois avec un solde annuel de 600 francs, et revient à Toulouse vers le 7 février 1870. En 1871-1872, Vidal de la Blache enseigne l'histoire au lycée d'Angers.
Le 8 janvier 1872, il soutient ses deux thèses de doctorat ès lettres à la Faculté de Paris. La première, en français, consiste en une étude critique de la vie d'Hérode Atticus. La deuxième, en latin, est consacrée au commentaire des titulatures funèbres grecques en Asie Mineure. Après l'obtention de son doctorat, il devient à son tour membre de jury de soutenance de thèse.
Après la défaite contre la Prusse, un mouvement s’élève en effet en France pour développer l'étude et l'enseignement de la géographie à l’université et dans le système scolaire. Très peu défendue au XIXe siècle, la géographie est encore balbutiante quand on considère les succès qui sont les siens en Allemagne. Les géographes d'Outre-Rhin, Alexander von Humboldt, Ritter, Ratzel, Von Richthofen, sont des modèles enviés qui servent d'exemple à la rénovation universitaire de la géographie française, élément de la reconquête scientifique nationale. Quant à Élisée Reclus, plus vieux de quinze ans et le plus célèbre des géographes français dans la seconde moitié du XIXe siècle, il est à bien des égards l'antithèse de Vidal de La Blache : comme anarchiste, il se place délibérément en dehors de toute institution universitaire (il est membre, en revanche, de nombreuses sociétés savantes), vit banni (1872-1879) puis expatrié (1879-1890) en Suisse et par la suite en Belgique (1894-1905), préfère s'adresser directement au grand public, ne défend aucune visée nationaliste, ni aucun canon disciplinaire et n'a pas l'intention d'être un « maître » faisant « école ».
Lieu symbolique par excellence – sa création est le résultat du déménagement de l'université de Strasbourg, ville annexée par le Deuxième Reich –, l'université de Nancy accueille le jeune chercheur qui s’est démené pour y entrer comme enseignant, d'abord comme chargé de cours en 1872. Jugé trop jeune, il y donne des cours, mais ne devient professeur qu'en 1875, à 30 ans, titulaire d'une chaire de géographie « débarrassée », à sa demande, de son association traditionnelle avec l’Histoire.

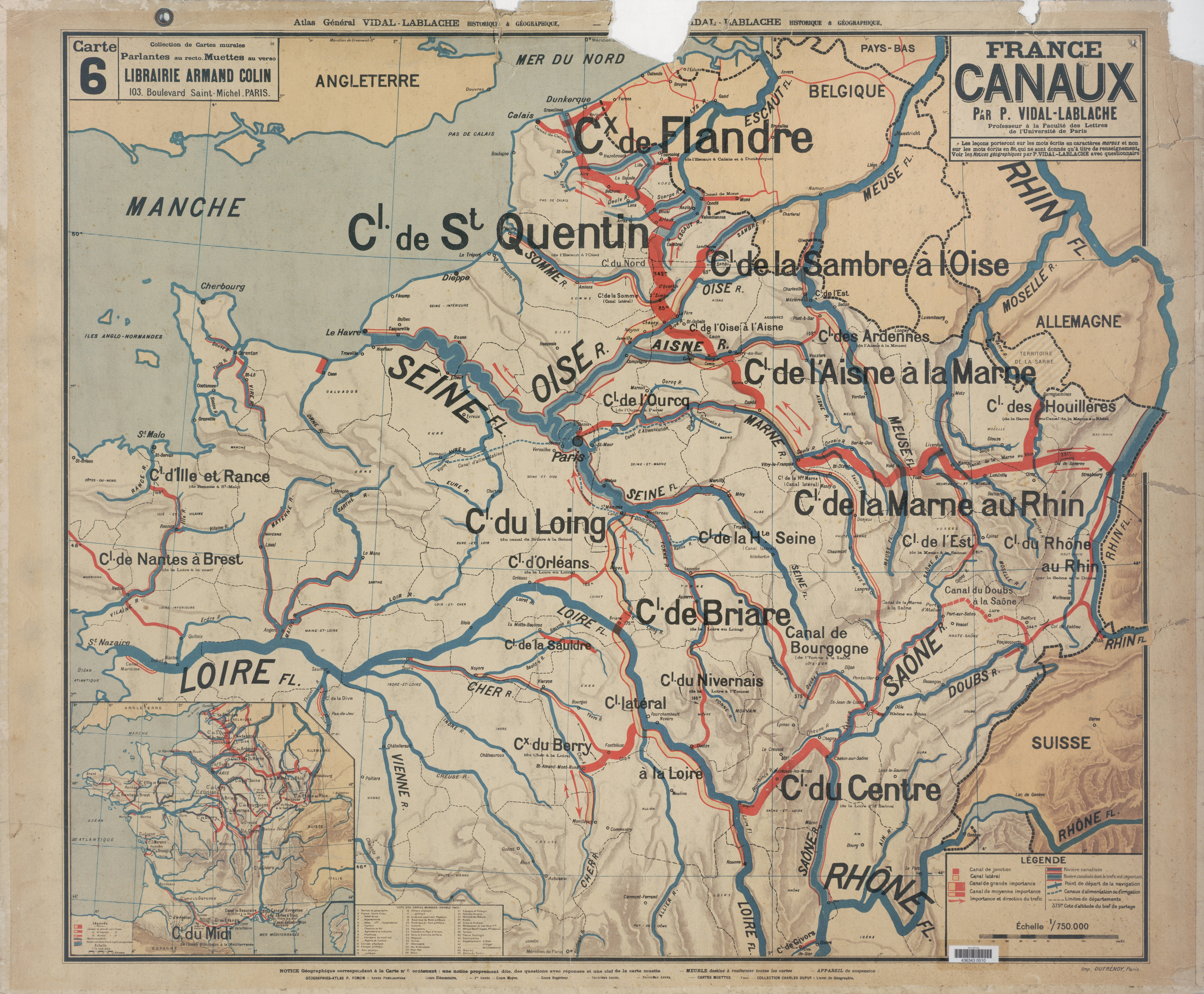
Planche scolaire de Vidal-Lablache : France. Canaux, Bibliothèque Numérique de l'Université d'Artois

Dès lors, apôtre de cette discipline au sein des milieux académiques, Vidal devient peu à peu « incontournable ». Son influence, immense, se perpétue jusque dans les années 1960 à travers l’école qu’il contribue à fonder. Maître de conférences puis sous-directeur de l'École normale supérieure de la rue d’Ulm (1877-1898), professeur à la Sorbonne (1898-1909), maître direct de nombreux historiens (Lucien Febvre, etc.) et géographes normaliens (Marcel Dubois, Lucien Gallois, Emmanuel de Martonne, Albert Demangeon, Raoul Blanchard, etc.), éditeur de matériel scolaire - dont les fameuses cartes murales qu’on retrouve encore par milliers dans les écoles primaires - il publie tout au long de sa vie de très nombreux écrits - ouvrages ou articles - qui constituent autant de références pour les chercheurs, y compris aujourd'hui.
Il enseigne également à l'École libre des sciences politiques à partir de 1908. Il y donne un cours de géographie générale. Il y aurait notamment fréquenté Albert Sorel. Il cesse d'y enseigner en 1917.
Il a également collaboré avec plusieurs revues telles que la Revue critique de 1874 à 1876, la Revue de géographie et la Revue scientifique.

## Contributions

### Les Annales de géographieet laGéographie universelle
En 1891, Vidal fonde, avec Marcel Dubois et Lucien Gallois, la revue Annales de géographie, organe d'expression principal de l'École française de géographie. En 1894, il publie le monumental Atlas d'histoire et de géographie, un des premiers ouvrages constitués essentiellement de cartes accompagnées de courts commentaires synthétiques. Il présente ensuite le célèbre Tableau de la géographie de la France en 1903. Celui-ci qui sert d'introduction à l’Histoire de France de Lavisse, volume qui a un grand retentissement dans l'opinion publique. Il se sépare en 1895 de son élève Marcel Dubois, partisan de la géographie coloniale et adversaire d'une géographie régionale trop naturaliste : dès lors, une certaine rivalité anime la communauté des géographes français, attisée par l'engagement antidreyfusard de Dubois, même si l'attachement commun au « maître » Vidal est un facteur général.
En 1910, il est recruté comme enseignant de géographie à l'École libre des sciences politiques.
Par ailleurs, Vidal établit dès 1910 le plan de la Géographie universelle, dont les premiers volumes seront prêts dès 1914 mais qui sera publiée, après sa mort, durant plus de 20 ans – de 1927 à 1948 – par plusieurs de ses disciples, rédacteurs choisis par lui et qui bénéficient des chaires universitaires créées à travers le pays par le maître, Albert Demangeon, Raoul Blanchard, André Cholley, Henri Baulig, Emmanuel de Martonne. Ce dernier, le plus fervent de ses élèves - étant aussi son gendre - sera le plus efficace de ses « propagandistes » jusqu’à sa mort en 1955.
Après plusieurs années de travail universitaire, il publie en 1917 La France de l'Est (Lorraine-Alsace), ouvrage évidemment influencé par le conflit qui met depuis 1914 la France aux prises avec le vainqueur de 1870. Il soutient la formule de l’organisation régionale autour des grandes villes en valorisant la fonction d’animation de Nancy et de Strasbourg. À côté de cette vision moderne de flux et de polarisation, il ressuscite aussi dans ce dernier livre certaines valeurs politiques en relevant l’ascendant exercé par l’idéal républicain sur l’Alsace et la Lorraine au temps de la Révolution, qui fait de leurs habitants une nation élective à la française.

### Les géographes au service de la Nation en guerre

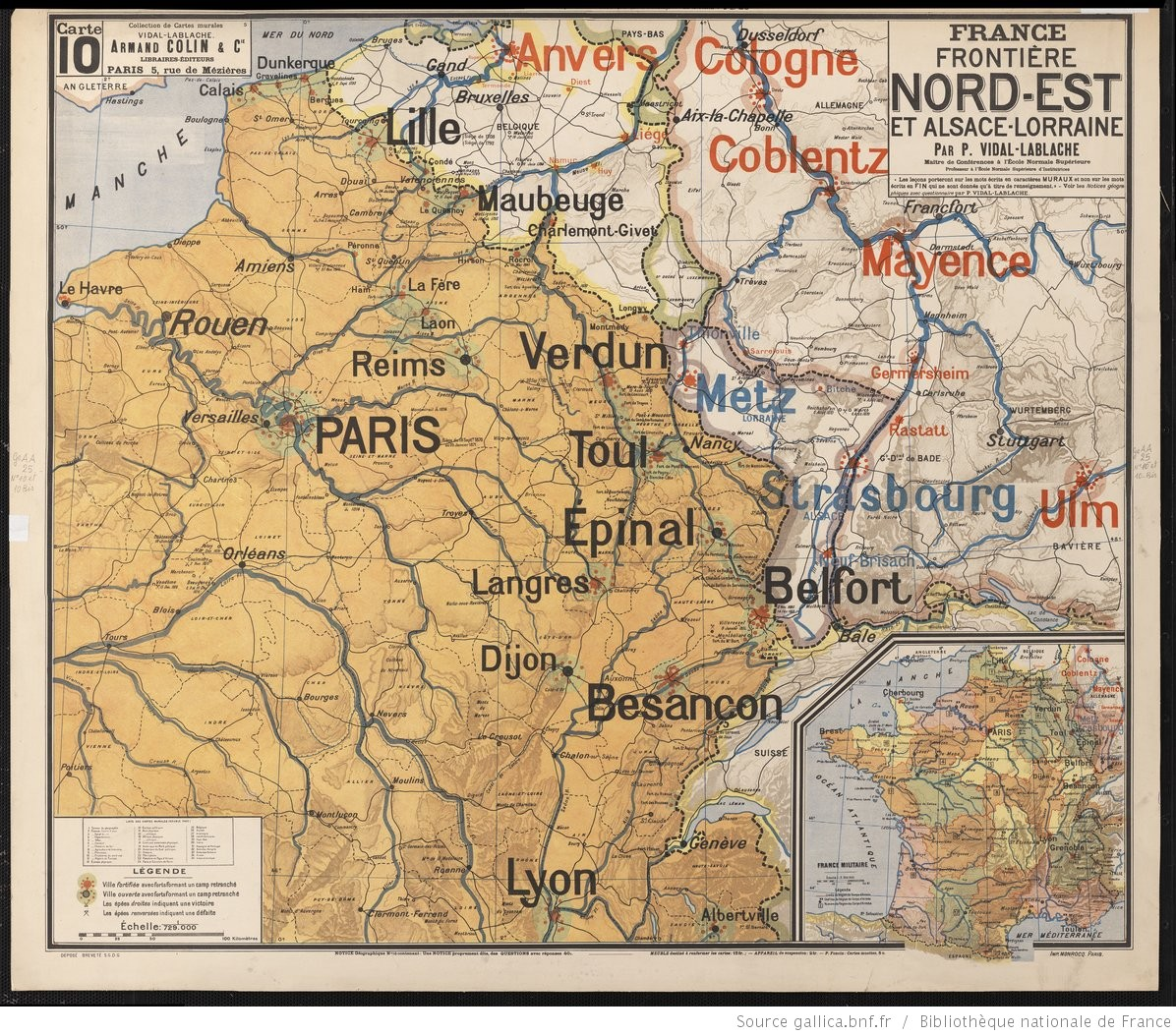
« France, frontière Nord-Est et Alsace-Lorraine » [carte militaire], par P. Vidal de La Blache, Armand Colin (Paris).

Mission ultime offerte à Vidal par le Service géographique de l'Armée, on fait appel au chef de l'école française de géographie pour obtenir le concours d'universitaires (dont Martonne, Demangeon, Gallois, etc.) afin de soutenir l'effort de guerre ou préparer de la documentation pour anticiper les conséquences de la victoire. En février 1917, Briand crée le Comité d'études du ministère des Affaires étrangères, présidé par Lavisse secondé par Vidal de La Blache, qui rassemble cette fois l'élite des historiens et géographes du Collège de France et de la Sorbonne. Les rapports présentés préparent l'action des géographes - Martonne d'abord - qui seront lors de la conférence de paix en première ligne pour décider, au titre d'une expertise qu'on leur reconnaît alors, la nouvelle carte de l'Europe politique.
En 1917, au tournent de la première guerre mondiale (les États-unis viennent d’entrer en guerre), l'opinion française et le ministère sont inquiets que l’Alsace-Lorraine soit donné a l’Allemagne après la guerre. On commande un ouvrage à de la Blache: « La France de l’Est » dans le but de démontrer que cette région est française. Pour l'écriture de cet ouvrage, ou il doit fixer une frontière entre la république et les territoires de la Sarre. Pour ce faire il réalise qu'un découpage régional ne peut pas être déposer uniquement sur des éléments naturels en premier mais aussi historiques, humains.

### Décès
Vidal de La Blache meurt à 73 ans en avril 1918 après avoir payé un tribut à un conflit mondial dont il ne verra pas le terme, son fils Joseph, géographe comme lui, ayant été tué en janvier 1915 dans l'Argonne.

## Portée de l’œuvre «vidalienne»
Véritable manifeste dont la rédaction lui demande une bonne dizaine d'années et qu'il livre avec trois années de retard, le « Tableau » est un résumé de la méthode de travail de Vidal. Il parcourt tout le pays, note tout ce qu’il observe dans des dizaines de carnets. Il s'intéresse aux aspects humains et politiques, à la géologie (science balbutiante à l'époque, peu liée à la géographie), aux transports et à l’histoire. Il est un des premiers géographes français, après Élisée Reclus, à relier tous ces domaines de manière littéraire.
Influencé par la pensée allemande, en particulier par Friedrich Ratzel qu'il a rencontré en Allemagne, Vidal est à l'origine de ce que Lucien Febvre a appelé son possibilisme — terme que Vidal n'a certes jamais prononcé, mais qui résume de manière commode son opposition à un déterminisme de la nature attribué de manière outrée à certains géographes du XIXe siècle comme Carl Ritter. Autrement dit, le possibilisme de Vidal est centré sur l'influence qu'exerce l'être humain sur son environnement. À l'opposé, le déterminisme de la nature, considéré par Ratzel et Ritter, « relie les groupes humains aux unités spatiales où ils se développent et souligne la propension d'un État à étendre ou réduire ses frontières en fonction de ses besoins et de ses intérêts. » Ce concept a été utilisé par les historiens pour évoquer le flou épistémologique qui, pour eux, caractérisait la démarche de l'école vidalienne. Qualifiée « d'idiographique » car découlant d'une observation, sans doute magistrale mais unique, cette approche empêche une évolution « nomothétique » de la discipline qui serait le fruit d'une expérimentation permettant de dégager des lois ou des démonstrations scientifiques.
Vidal, qui n'a jamais visé cet objectif, a cependant publié en 1910, un article visionnaire sur « les Régions françaises ». Il avait été sollicité par le président du Conseil Aristide Briand en vue de créer des groupements régionaux dotés d’organes représentatifs. Vidal de La Blache propose un découpage de la France en régions organisées par une métropole. Les réalités économiques du monde moderne, avec la concurrence mondiale et le rétrécissement de la Terre imputables à une circulation accélérée, lui font pressentir que des modes d’organisation moins centralisés et moins étatiques doivent être promus.

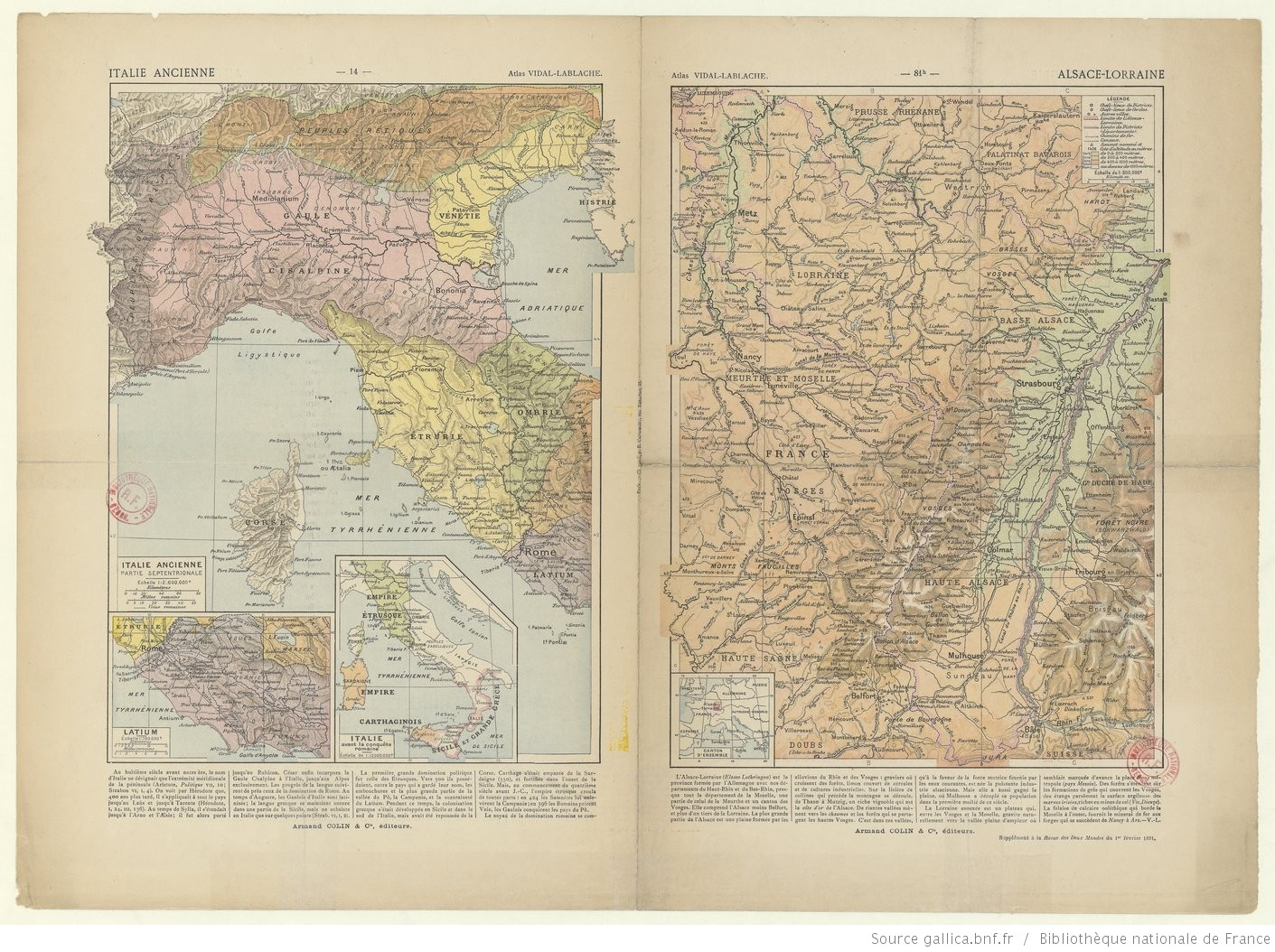
« Autriche-Hongrie. Italie ancienne » ; « Alsace-Lorraine », in: Atlas d'histoire et de géographie A. Colin (Paris), 1891.

La géographie « vidalienne » se fonde sur une cartographie variée et innovante multipliant les jeux d'échelle, sur des monographies, et plusieurs concepts célèbres dont les « paysages », les « milieux », les « régions », les « genres de vie », la « densité ». Les élèves du maître ont suivi, notamment avec leurs thèses de géographie régionale. Ainsi 
De Martonne (1902), La Valachie : essai de monographie géographique ; 
Demangeon (1902), La plaine picarde : Picardie. Artois. Cambrésis. Beauvaisis. Étude de géographie sur les plaines de craie du Nord de la France ; 
Blanchard (1906), La Flandre. Étude géographique de la plaine flamande en France. Belgique. Hollande ; Cholley (1925), Les Préalpes de Savoie (Genevois/Bauges) et leur avant-pays : étude de géographie régionale ; Baulig (1928), Le plateau central et sa bordure méditerranéenne : étude morphologique, 
Chacun de ces futurs éminents professeurs et rédacteurs de la Géographie Universelle, présente une thèse de la géographie régionale qui peut à la fois être physique, humaine, voire économique ; le cadre choisi pour ces descriptions est une région dont les contours ne sont pas toujours très fermes sur le plan scientifique. Pour autant, sans doute parce que cette approche est plus structurante, beaucoup des continuateurs de Vidal - plus encore de Martonne - se spécialisent dans une géomorphologie devenue peu à peu la force mais aussi, par le rétrécissement du regard qu'elle a donné, la faiblesse de la géographie française.
Entre les deux guerres la « géographie classique » reste dans le cadre fixé par la tradition vidalienne. Elle est défendue par une élite établie et conservatrice qui marginalise toutes les tentatives de renouveau épistémologique, au point qu'au sortir de la 2e Guerre mondiale la discipline est dans l'état où l'a laissée Vidal à sa mort. Les disciples se sont arrimés à un aspect particulier de la pensée du maître et n'ont pas su en saisir la complexité et le foisonnement, avec comme conséquence la contraction du champ de la discipline. Une trilogie immuable s'est imposée dans la recherche et les études universitaires : géographie physique (Martonne, Baulig), géographie régionale (Blanchard, Cholley) et géographie humaine (Brunhes, Demangeon, Sorre), déclinée à une échelle inférieure par ordre de fréquence et d'importance, en géomorphologie, puis géographie rurale, régionale et enfin tropicale.
Naturaliste, monographe, morphologue, littéraire et didactique, la géographie classique connaît, avec la révolution des années 1960 et 1970 et la montée des études urbaines, industrielles ou géopolitiques, un renouvellement rapide par sa radicale transformation en science sociale, qui conduit à redécouvrir le contemporain anti-institutionnel de Vidal de La Blache, Élisée Reclus.
Vidal-Lablache reste aujourd'hui très présent dans l'imaginaire collectif français à travers la collection de cartes murales scolaires qu'il dirigea à la librairie Armand Colin. L'éditeur conserva le nom de Vidal-Lablache sur toutes les cartes parues jusque dans les années 1960. Ces cartes étant présentes dans pratiquement toutes les écoles de France, elles ont contribué à asseoir la notoriété posthume de Vidal-Lablache dans le grand public et constituent un « lieu de mémoire ».

## Commémorations et ressources
À l'occasion du centenaire de la mort de Paul Vidal de la Blache, plusieurs expositions et ressources documentaires sur Vidal et sur les vidaliens ont été organisées :
- une exposition matérielle[22], du 3 décembre 2018 au 31 janvier 2019, à l'ENS Ulm ;
- deux expositions virtuelles illustrées : l'une sur le site de l'ENS[23], liée à l'exposition précédente ; l 'autre sur le site de la bibliothèque numérique de la bibliothèque interuniversitaire de la Sorbonne (BIS), consacrée à l'analyse détaillée des carnets de terrain de Vidal[24] ;
- une version numérique haute résolution de chacun des 33 carnets de terrain de Vidal[25], pendant toute sa carrière scientifique.

## Œuvres et publications
- Hérode Atticus. Étude critique sur sa vie, Paris, Ernest Thorin, 1872, 184 p..
- La Péninsule européenne, l'Océan et la Méditerranée, Paris / Nancy, Berger-Levrault, 1873, 28 p., sur gallica (lire en ligne).
- La Terre, géographie physique et économique, Paris, éd. Delagrave, 1883, 304 p..
- Autour de la France : états et nations de l'Europe, Paris, éd. C. Delagrave, 1889, XII-567 p., sur gallica (lire en ligne).
- Atlas général Vidal-Lablache, Histoire et Géographie, Paris, Armand Colin, 1894 (lire en ligne).
- Atlas général Vidal-Lablache, Histoire et Géographie, Paris, Armand Colin, 1898 (lire en ligne).
- La rivière Vincent Pinzon : étude sur la cartographie de la Guyane, Paris, éd. F. Alcan, 1902, 114 p., sur gallica (lire en ligne).
- Discours prononcé à la séance générale du congrès le 5 avril 1902 (annales du Congrès national des sociétés savantes), Paris, Impr. nationale, 1902, 18 p., sur gallica (lire en ligne).
- Tableau de la géographie de la France, Paris, Hachette, 1903 (réimpr. Paris, Tallandier, 1979, 403 p., préf. Paul Claval ; et Paris, La Table Ronde, 1994, 560 p., préf. Pierre George), 395 p..
- La France de l'Est, Paris, Armand Colin, 1917 (réimpr. Paris, La Découverte, 1994, présentation d'Yves Lacoste), 280 p..
- Carnet 9, Allemagne & Varia, éd. Macula, 2019.